# Ömer Kandemir
Ömer Kandemir (* 3. Juli 1993 in Konak, Provinz Izmir) ist ein türkischer Fußballspieler.

## Karriere

### Verein
Kandemir kam in Konak, einem Stadtteil Izmirs auf die Welt und begann hier mit dem Vereinsfußball in der Jugend von Izmirspor. Hier wurde er für die türkischen Jugendnationalmannschaft nominiert und fiel dadurch auch den Scouts mehrerer Erstligavereine auf. Der Istanbuler Klub Fenerbahçe reagierte zuerst und holte Kandemir zum Sommer 2008 in seine Jugend. Kandemir spielte die nächsten vier Spielzeiten für die Jugend- bzw. Reservemannschaften Fenerbahçes.
Zur Saison 2012/13 verließ Kandemir die Nachwuchsabteilung von Fenerbahçe und wechselte mit einem Profivertrag ausgestattet in die TFF 2. Lig zum Absteiger Giresunspor. Bei diesem Verein gelang ihm auf Anhieb der Sprung in die Stammelf. So wurde der Zweitligist Denizlispor auf Kandemir aufmerksam und verpflichtete ihn zum Frühjahr 2013.
Nach 42 Einsätzen für Denizlispor wechselte er in der Sommerpause 2014 zum Süper-Lig-Absteiger Antalyaspor. Für die Rückrunde der Saison 2015/16 lieh ihn sein Verein an den Zweitligisten Karşıyaka SK aus.
Zur Saison 2016/17 wurde Kandemir vom Zweitligisten Bandırmaspor verpflichtet. Nachdem dieser Verein im Sommer 2017 den Klassenerhalt verfehlt hatte, wechselte Kandemir zum Erstligisten Kayserispor und wurde von diesem noch innerhalb der gleichen Transferperiode an den Zweitligisten Samsunspor ausgeliehen.

### Nationalmannschaft
Kandemir spielte ab der türkischen U-15 bis zur U-20 in allen türkischen Jugendnationalmannschaften.